# Reggimento artiglieria a cavallo “Voloire”

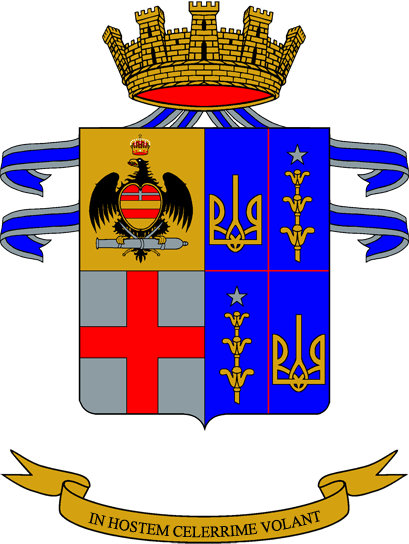
Wappen des Artillerieregiments zu Pferde „Voloire“

Das Artillerieregiment zu Pferde „Voloire“ (Reggimento Artiglieria a Cavallo “Voloire”) ist ein traditionsreiches Regiment der Artillerietruppe des italienischen Heeres. Seit 2016 ist es in der norditalienischen Stadt Vercelli stationiert, eine berittene Traditionseinheit ist in der Caserma Santa Barbara in Mailand verblieben. Das Regiment untersteht der Kavalleriebrigade Pozzuolo del Friuli.

## Geschichte
Das Regiment fasst die Geschichte der reitenden Artillerie in Italien zusammen. Diese Truppengattung war Mitte des 18. Jahrhunderts von Friedrich dem Großen von Preußen geschaffen worden, weil die langsame Feldartillerie der Kavallerie nicht schnell genug nachkam. In den folgenden Jahrzehnten stellten auch andere Staaten solche Einheiten der berittenen Artillerie auf.
Im Königreich Sardinien-Piemont, der Keimzelle des heutigen italienischen Nationalstaates, stellte man erste reitende Batterien am 8. April 1831 in Venaria Reale bei Turin auf. Definiert wurden sie als leichte Artillerie zur Unterstützung der Kavallerie. Der piemontesischen Bevölkerung fielen diese zwei Einheiten immer wieder auf, weil sie mit hoher Geschwindigkeit durch die Dörfer ritten. Mit dem piemontesischen Ausdruck voloire (von volo bzw. volante, dt. fliegend) kündigten die Menschen das Eintreffen der „fliegenden“ Artillerie an. Später nahm das Regiment diese Dialektbezeichnung als Beinamen an.
Am 1. November 1887 entstand in Mailand das Artillerieregiment zu Pferde. Es fasste zunächst die sechs reitenden Batterien zusammen, über die man bis zu diesem Zeitpunkt verfügte. Das Regiment nahm am Ersten Weltkrieg teil, wegen des Stellungskriegs jedoch überwiegend ohne seine Pferde.
Am 1. Oktober 1934 wurde das Artillerieregiment zu Pferde aufgelöst. Aus ihm entstanden drei schnelle Artillerieregimenter (Nr. 1, 2 und 3), die zum Großteil motorisiert waren und drei schnellen Divisionen zugeteilt wurden. Diese drei Regimenter nahmen vom Februar 1941 bis November 1942 am Krieg in Nordafrika teil, wo sie in der zweiten Schlacht von El Alamein vernichtet wurden.
Mit den verbliebenen Pferden der drei genannten Regimenter stellte man im Juli 1941 das alte Artillerieregiment zu Pferde wieder auf und schickte es als Panzerabwehrverband mit der 3. schnellen Division des Corpo di spedizione italiano in Russia in die Sowjetunion. Es zeichnete sich u. a. mit dem Kavallerieregiment Savoia Cavalleria bei Isbuschenskij aus. Im Winter 1942/1943 wurde es im Zug der sowjetischen Offensive am Don vernichtet.
Das Artillerieregiment zu Pferde entstand am 20. November 1946 in Mailand wieder. Während des Kalten Krieges war es mit seinen drei Bataillonen (Abteilungen) dem III. Korps in Mailand als Unterstützungsverband unmittelbar unterstellt. Nach Auflösung dieses Korps kam das Regiment (in Bataillonsstärke) 1997 zu einer neuen Artilleriebrigade des Heeres, 2005 dann zur Kavalleriebrigade Pozzuolo del Friuli.

## Einsätze

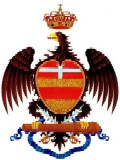
Ehemaliges Wappen

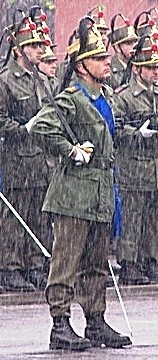
Besondere Kopfbedeckung (Képi) des Regiments

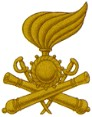
Emblem des Regiments (Kopfbedeckung)

### Italienische Unabhängigkeitskriege
An den Italienischen Unabhängigkeitskriegen nahmen die selbständigen Batterien teil, mit denen das Regiment 1887 entstand.
- 1848: Monzambano – S. Giustina – Pastrengo – S. Lucia – Governolo – Goito – Valeggio – Sommacampagna – Custoza
- 1849: Mortara – Novara
- 1866: Custoza – Belvedere

### Erster Weltkrieg
- Ronchi – Monfalcone – Sabotino – Monte Kuk – Vodice – Gorizia – Nova Vas – Veliki – Pecinka – Faiti – Bosco Malo – Flondar – Selo – Tagliamento – Montebello – Monte Val Bella – Vittorio Veneto

### Zweiter Weltkrieg
Am Zweiten Weltkrieg nahmen die drei schnellen Regimenter teil, die 1934 aus dem ursprünglichen Artillerieregiment zu Pferde entstanden waren, sowie das aus den neuen Regimentern gebildete neue Artillerieregiment zu Pferde und das 201. motorisierte Artillerieregiment, das ebenfalls mit Personal und Material der drei schnellen Regimenter aufgestellt wurde.
- 1. Rgt.: Tobruk – Marsa Matruh – El Alamein – Marmarika
- 2. Rgt.: Tobruk – Halfaya
- 3. Rgt.: Ain el Gazala – Tobruk – El Alamein
- Art.Rgt. zu Pferde: Dnepr – Donez – Jsbuschenskij
- 201. mot. Art. Rgt.: Donez – Tkino – Blinoff – Belogoskoje

An der Standarte des Regiments befinden sich die Auszeichnungen aller Vorläufer und Ableger des Verbandes, darunter die goldene Medaille, die das 1. schnelle Artillerieregiment für seinen Einsatz in Nordafrika erhielt.